# Hernando de Velasco Angulo
Hernando de Velasco y Angulo fue un capitán, conquistador, encomendero español que actuó como Alcalde ordinario de Santa fe de Bogotá.

Escudo de la casa de Velasco

Fue un caballero hijodalgo nacido en el Valle de Angulo, luchó en Popayán con otros como Oyón, fue encomendero de Tocancipá. Es recordado por ser descendiente del linaje nobiliario de la casa de Velasco en Ciella.